# Cermatobius longitarsis
Cermatobius longitarsis är en mångfotingart som först beskrevs av Karl Wilhelm Verhoeff 1934.  Cermatobius longitarsis ingår i släktet Cermatobius och familjen fåögonkrypare.
Artens utbredningsområde är Taiwan. Inga underarter finns listade i Catalogue of Life.